# Lydia Yeamans Titus
Lydia Yeamans Titus, nata Lydia Yeamans (Sydney, 12 dicembre 1857 – Glendale, 29 dicembre 1929), è stata una cantante e attrice australiana proveniente dal mondo del circo e del vaudeville.

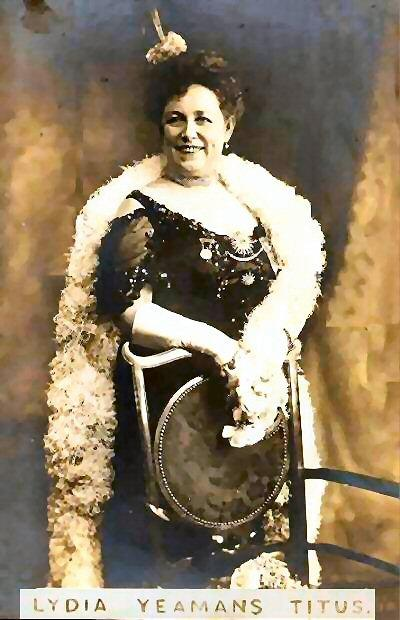
Lydia Yeamans Titus NYPL

Talvolta, usò anche il nome Lydia Titus, Mrs. Titus o Lydia Yeamans.

## Biografia
Nata a Sydney nel 1865, nel Nuovo Galles del Sud in Australia, era figlia di Edward Yeamans, un clown di circo, e di Annie Yeamans (1835-1912), una nota attrice teatrale che aveva recitato anche in Asia, tra Giappone, Cina, Giave e le Filippine. I suoi genitori arrivarono negli Stati Uniti a San Francisco e, poco dopo l'arrivo, Edward Yeamans morì. Lydia aveva due sorelle, Jennie Yeamans (1862-1906), che fu una famosa attrice bambina tra il 1870 e il 1880 e che morì di tubercolosi nel 1906, ed Emily Yeamans (1859-1892), pure lei attrice, morta giovane anche lei. Lydia, che iniziò la carriera artistica da giovane come attrice e cantante, diventò più famosa attraverso il cinema, dove si affermò come attrice caratterista.

### Carriera cinematografica
Girò il suo primo film negli Stati Uniti nel 1910, a 45 anni. Ebbe al suo attivo oltre centoventi film, quasi tutti muti, recitando - nel ruolo di vecchia signora - a fianco di grandi star, come Rodolfo Valentino, Lillian Gish, Lon Chaney e Jackie Coogan.

## Filmografia
- A Tale of Two Cities, regia di William Humphrey o Charles Kent[1] (1911)
- Steady Company, regia di Joseph De Grasse (1915)
- Bound on the Wheel, regia di Joseph De Grasse (1915)
- Gene of the Northland, regia di Jack J. Clark (1915)
- In the Grasp of the Law, regia di Frank Lloyd (1915)
- Judge Not; or The Woman of Mona Diggings, regia di Robert Z. Leonard (1915)
- Fatherhood, regia di Hobart Bosworth (1915)
- The Yankee Girl  (1915), regia di Jack J. Clark (1915)
- Jeanne (Jane), regia di Frank Lloyd (1915)
- Babbling Tongues, regia di Murdock MacQuarrie (1915)
- The Tongues of Men, regia di Frank Lloyd (1915)
- Madame la Presidente, regia di Frank Lloyd (1916)
- He Fell in Love with His Wife, regia di William Desmond Taylor (1916)
- David Garrick, regia di Frank Lloyd (1916)
- Davy Crockett, regia di William Desmond Taylor (1916)
- The Mark of Cain, regia di Joseph De Grasse (1916)
- The Toll of the Law, regia di Francis Powers (1916)
- He Became a Regular Fellow, regia di Roy Clements (1916)
- The Wrath of Cactus Moore, regia di William V. Mong (1916)
- Felix on the Job, regia di George Felix (1916)
- Just Her Luck, regia di Donald MacDonald (1916)
- The Lawyer's Secret, regia di George Cochrane (1916)
- The Taint of Fear, regia di Allen Holubar (1916)
- The Right to Be Happy, regia di Rupert Julian (1916)
- Birds of a Feather, regia di William V. Mong (1916)
- The Heart of Mary Ann, regia di Ruth Stonehouse (1917)
- The Girl Who Lost, regia di George Cochrane (1917)
- The Home Wreckers, regia di Louis Chaudet (1917)
- The Birth of Patriotism, regia di E. Magnus Ingleton (1917)
- Mary Ann in Society, regia di Ruth Stonehouse (1917)
- Money's Mockery, regia di Douglas Gerrard (1917)
- The Stolen Actress, regia di Ruth Stonehouse (1917)
- Tacky Sue's Romance, regia di Ruth Stonehouse (1917)
- Puppy Love, regia di Ruth Stonehouse (1917)
- Daredevil Dan, regia di Ruth Stonehouse (1917)
- High Speed, regia di George L. Sargent, Elmer Clifton (1917)
- Your Boy and Mine, regia di Roy Clements (1917)
- The Edge of the Law, regia di Louis Chaudet (1917)
- A Walloping Time, regia di Ruth Stonehouse (1917)
- Little Mariana's Triumph, regia di Marshall Stedman (1917)
- The Fifth Wheel, regia di David Smith (1918)
- Phoney Photos, regia di Edwin Frazee (1918)
- A Burglar for a Night, regia di Ernest C. Warde (1918)
- A Society Sensation, regia di Paul Powell (1918)
- A letto, ragazzi! (All Night), regia di Paul Powell (1918)
- The Call of the Soul, regia di Edward J. Le Saint (1919)
- Il romanzo della Valle Felice (A Romance of Happy Valley), regia di D.W. Griffith (1919)
- Happy Though Married, regia di Fred Niblo (1919)
- Partners Three, regia di Fred Niblo (1919)
- A Yankee Princess, regia di David Smith (1919)
- The Unpainted Woman, regia di Tod Browning (1919)
- The Fear Woman, regia di J.A. Barry (1919)
- The Peace of Roaring River, regia di Hobart Henley e Victor Schertzinger (1919)
- The World and Its Woman, regia di Frank Lloyd (1919)
- Strictly Confidential, regia di Clarence G. Badger (1919)
- Pistola contro gentiluomo (A Gun Fightin' Gentleman), regia di John Ford (1919)
- Il principe di Avenue A (The Prince of Avenue A), regia di John Ford (1920)
- Water, Water, Everywhere, regia di Clarence G. Badger (1920)
- The Street Called Straight, regia di Wallace Worsley (1920)
- Nurse Marjorie, regia di William Desmond Taylor (1920)
- Go and Get It, regia di Marshall Neilan e Henry Roberts Symonds (1920)
- Smiling All the Way, regia di Fred J. Butler, Hugh McClung (1920)
- Deep Waters, regia di Maurice Tourneur (1920)
- Shuffle the Queens, regia di William Beaudine (1920)
- The Marriage of William Ashe, regia di Edward Sloman (1921)
- The Mad Marriage, regia di Rollin S. Sturgeon (1921)
- The Concert, regia di Victor Schertzinger (1921)
- The Mistress of Shenstone, regia di Henry King (1921)
- Beau Revel, regia di John Griffith Wray (1921)
- All Dolled Up, regia di Rollin S. Sturgeon (1921)
- Sbaragliare la concorrenza (The Freeze-Out), regia di John Ford (1921)
- Beating the Game, regia di Victor Schertzinger (1921)
- Queenie, regia di Howard M. Mitchell (1921)
- His Nibs, regia di Gregory La Cava (1921)
- The Invisible Power, regia di Frank Lloyd (1921)
- Nobody's Fool, regia di King Baggot (1921)
- Two Kinds of Women, regia di Colin Campbell (1922)
- Beauty's Worth, regia di Robert G. Vignola (1922)
- The Glory of Clementina, regia di Émile Chautard (1922)
- The Married Flapper, regia di Stuart Paton (1922)
- The Son of Sheik, regia di Al Christie e Scott Sidney (1922)
- A Girl's Desire, regia di David Smith (1922)
- The Lavender Bath Lady, regia di King Baggot (1922)
- The Footlight Ranger, regia di Scott R. Dunlap (1923)
- The Famous Mrs. Fair, regia di Fred Niblo (1923)
- Winter Has Come, regia di Al Christie (1923)
- Il gobbo di Notre Dame (The Hunchback of Notre Dame), regia di Wallace Worsley (1923)
- Scaramouche, regia di Rex Ingram (1923)
- Big Dan, regia di William A. Wellman (1923)
- The Wanters, regia di John M. Stahl (1923)
- The Lullaby, regia di Chester Bennett (1924)
- A Boy of Flanders, regia di Victor Schertzinger (1924)
- Cytherea, regia di George Fitzmaurice (1924)
- In Fast Company, regia di James W. Horne (1924)
- Young Ideas, regia di Robert F. Hill (1924)
- Tarnish, regia di George Fitzmaurice (1924)
- The Fast Worker, regia di William A. Seiter (1924)
- Big Timber, regia di George Melford (1924)
- The Arizona Romeo, regia di Edmund Mortimer (1925)
- The Rag Man, regia di Edward F. Cline (1925)
- L'uomo del mare (Head Winds), regia di Herbert Blaché (1925)
- La scala del sogno (Up the Ladder), regia di Edward Sloman (1925)
- The Talker, regia di Alfred E. Green (1925)
- The Limited Mail, regia di George W. Hill (1925)
- Irene non ti spogliare! (Irene), regia di Alfred E. Green (1926)
- Il giglio (The Lily), regia di Victor Schertzinger (1926)
- Twinkletoes, regia di Charles Brabin (1926)
- Sunshine of Paradise Alley, regia di Jack Nelson (1926)
- Controcorrente (Upstream), regia di John Ford (1927)
- An Old Flame, regia di Harry Sweet (1927)
- Smother o' Mine, regia di Harry Sweet (1927)
- Lure of the Night Club, regia di Tom Buckingham (1927)
- A Run for His Money, regia di Slim Summerville (1927)
- Hot Stuff, regia di Doran Cox (1927)
- Night Life, regia di George Archainbaud (1927)
- Heroes in Blue, regia di Duke Worne (1927)
- Vigilia d'amore (Two Lovers), regia di Fred Niblo (1928)
- The Water Hole, regia di F. Richard Jones (1928)
- Sweet Sixteen, regia di Scott Pembroke (1928)
- Mentre la città dorme (While the City Sleeps), regia di Jack Conway (1928)
- The Voice of the Storm, regia di Lynn Shores (1929)
- La geisha di Shanghai (Shanghai Lady), regia di John S. Robertson (1929)
- Lummox, regia di Herbert Brenon (1930)